# François Gény
François Gény (n. 17 decembrie 1861, Baccarat, Meurthe, Franța – d. 16 decembrie 1959, Nancy, Franța) a fost un jurist francez și profesor de drept la Universitatea din Nancy, care a introdus noțiunea de „cercetare științifică gratuită” la interpretarea dreptului pozitiv.
Susținerea discreției judiciare în interpretarea legilor a avut o influență importantă în întreaga Europă. Gény a subliniat, de asemenea, că judecătorii ar trebui să ia în considerare factorii sociali și economici atunci când decid cazurile.